# Haus Dreyer

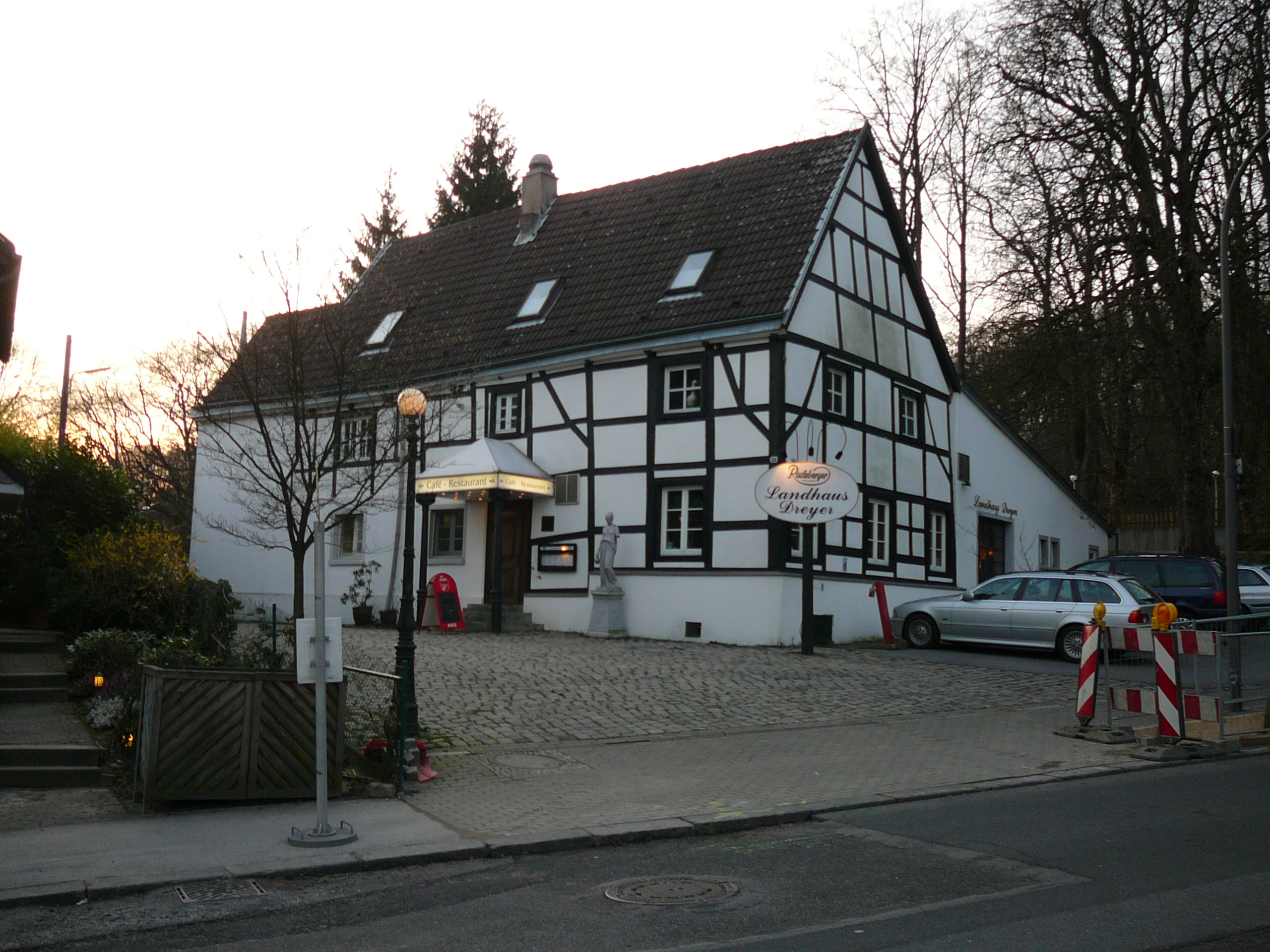
Haus Dreyer

Das Haus Dreyer (auch Landhaus Dreyer) war ein unter Denkmalschutz stehendes ehemaliges Gutshaus im Wuppertaler Stadtbezirk Uellendahl-Katernberg (Vogelsangstraße 159) am Rande des Mirker Hains.
Das zweigeschossige, in Fachwerkbauweise auf einem Sockelgeschoss aus Ziegeln ausgeführte Wohnhaus mit Satteldach wurde als Bauernhaus gebaut. Der Hauseingang, der mit einem Oberlicht versehen war, befand sich mittig an der Trauffassade und war über drei Stufen erreichbar. Der Ursprungsbau reichte nur bis zu dem Feld rechts des Eingangs, die drei Felder östlich davon waren ein späterer Anbau.
Bei einem Brand am 20. Juni 2014 wurde das denkmalgeschützte Fachwerkhaus mit dem beliebten Restaurant völlig zerstört. Die Feuerwehr konnte das Haus nicht mehr retten, so die damals 64-jährige Besitzerin Christa Espenlaub.

## Geschichte
Das Gutshaus für die Familie Dreyer wurde um 1675 gebaut. 1902 erhielt Richard Dreyer von der damals selbstständigen Stadt Elberfeld die Erlaubnis zum Betrieb einer Schankwirtschaft, für die im Westen und Norden größere Anbauten hinzugefügt wurden.
1972 wurde das Anwesen von dem Wuppertaler Immobilienentwickler und Gastronom Arnold Beneke erworben, der dort viele Jahre ein Szenerestaurant betrieb. Er erweiterte das Haus um zwei Anbauten. Ende der neunziger Jahre wurde die Immobilie zunächst verpachtet. Ab 2001 bis zum Brand 2014 führte Benekes Ehefrau Christa Espenlaub (Tochter des Luftfahrtpioniers Gottlob Espenlaub) den Gastronomiebetrieb in eigener Regie.
Am 17. September 1990 wurde das ursprüngliche Gutshaus als seltenes Beispiel für die frühe bergische Fachwerkbauweise unter Baudenkmalschutz gestellt.
Am Morgen des 20. Juni 2014 brach im ersten Stock des Hauses ein Feuer aus und griff auch auf den Dachstuhl über. Nach ersten Aussagen der Feuerwehr ist das Haus zerstört und einsturzgefährdet. Am 24. Juni wurde von der Kriminalpolizei ein Defekt im Bereich der Sauna im 1. Obergeschoss als Auslöser des Bandes ermittelt. Die rechtliche Auseinandersetzung um die Regulierung des Schadens zogen sich bis März 2020 hin. Die Besitzerin hatte einem Vergleich mit der Versicherung zugestimmt. Im Anschluss sollte die Brandruine nieder gelegt werden. Mittlerweile ist das Gebäude vollständig abgerissen und aus der Liste der Wuppertaler Baudenkmäler gestrichen worden. An der Stelle steht nun einen Neubauwohnhaus.